# Hermann Zwecker
Hermann Zwecker (* 11. Januar 1905 in Waldfischbach, Pfalz; † 25. Juni 1987) war ein deutscher Arzt und Standesfunktionär.

## Leben und Wirken
Hermann Zwecker wurde 1905 in Waldfischbach geboren. Nach Medizinstudium, Staatsexamen und Assistenzarztzeit ließ er sich 1931 in Birkenwerder bei Berlin als Praktischer Arzt nieder. 1947 eröffnete er in Helsa bei Kassel eine Kassenarztpraxis.
Daneben engagierte er sich in der ärztlichen Selbstverwaltung.
Von 1953 bis 1973 war er Vorsitzender der Kassenärztlichen Vereinigung Hessen.
Ab 1952 war Zwecker im hessischen Landesgesundheitsrat tätig – ab 1959 bis zur Auflösung der Organisation im Jahr 1972 als Präsident.

## Auszeichnungen
- Großes Bundesverdienstkreuz (1975)
- Paracelsus-Medaille (1975)